# Самаррская культура
Сама́ррская культура или Сама́рра (иногда Сама́ррский период) — археологическая культура или фаза в развитии материальной культуры центральной части Месопотамии, относящаяся к керамическому неолиту (ранее — к энеолиту). В общих чертах датируется 6-м тысячелетием до н. э. (серединой 6-го—началом 5-го тысячелетия до н. э.), однако датировка требует уточнений. Название — по памятнику Самарра в Ираке, где были впервые обнаружены осколки типичной самаррской керамики. Наиболее изученное поселение — Телль-эс-Савван. 
Являлась продолжением хассунской культуры Северного Ирака, с которой частично сосуществовала (обе культуры часто объединяют в единую традицию Хассуны-Самарры). На северо-западе взаимодействовала с халафской культурой. Насколько известно по данным археологии, самаррские общины первыми ввели культуру льна, шестирядного ячменя и изобрели искусственное орошение — ирригацию (см. находка оросительного канала в Чога-Мами). Изобретение ирригации оказалось технологическим прорывом, позволившим освоить очень плодородные, но крайне засушливые области Южной Месопотамии — будущей «колыбели цивилизации». Самаррцы могли быть в числе основателей первых постоянных поселений там: древнейшая известная культура Южной Месопотамии — убейдская — сформировалась под сильным самаррским влиянием. В 5-м тысячелетии до н. э. Самарра была поглощена Убейдом.
Важнейший признак самаррской культуры — монохромная расписная керамика — изящная, украшенной по чёрной копчёной поверхности стилизованными фигурами животных и птиц, а также геометрическими рисунками. Этот тип керамики одним из первых начал широко экспортироваться в другие регионы Ближнего Востока.
И. М. Дьяконов и В. Г. Ардзинба связывали с самаррской культурой гипотезу о так называемых «банановых языках», якобы существовавших в долине Тигра до прихода туда семитских племён.